# Tomb Raider Chronicles
Tomb Raider: Chronicles (también conocido como Tomb Raider V: Chronicles) es un videojuego de acción-aventura de disparos en tercera persona y de plataformas desarrollado por Core Design y distribuido por Eidos Interactive. Se lanzó por primera vez para PlayStation, Windows y Dreamcast en 2000, y luego en Mac OS al año siguiente. Es la quinta entrega de la serie Tomb Raider. La narración continúa de Tomb Raider: The Last Revelation con la arqueóloga y aventurera Lara Croft presuntamente muerta, y tres amigos recuerdan las aventuras de sus primeros años de carrera. El juego sigue a Lara a través de niveles lineales, resolviendo rompecabezas y luchando contra enemigos. Algunos niveles incorporan elementos de juego adicionales como el sigilo.
A pesar de la muerte prevista de Lara Croft en The Last Revelation, Eidos le dijo a Core Desing que continuara la serie; mientras un nuevo equipo trabajaba en The Angel of Darkness para PlayStation 2, un equipo veterano desarrollaba Chronicles basado en conceptos cortados de The Last Revelation. Y va a ser el último Tomb Raider construido sobre el motor original, con el equipo, teniendo poco entusiasmo por el proyecto. Las opiniones periodísticas de Chronicles fueron mixtas, con críticas positivas y negativas que señalaban la falta de nuevas mecánicas. Ese recordado como uno de los juegos más débiles de Tomb Raider, y con 1,5 millones de unidades es uno de los juegos más vendidos de la serie. Se incluirá una versión remasterizada del juego en Tomb Raider IV-VI Remastered, que se lanzará en 2025.

## Historia
Después de lo sucedido en Tomb Raider: The Last Revelation, Lara Croft quedó enterrada bajo el Templo de Horus y fue dada por muerta. 
- "Lara intenta escapar del Templo de Horus, pero el suelo empieza a derrumbarse. Aparece Werner Von Croy intentando ayudarla, pero todo el suelo colapsa y Lara queda sepultada, Werner corre tratando de no caer en la misma suerte. Finalmente se lamenta ante la reciente pérdida".

En la mansión Croft, sus amigos más allegados (Winston Smith, Van Patrick Dunstan y Charles Kane) rememoran sus hazañas, hasta ahora ocultas para todos.

## Niveles

### Roma,Italia: La Piedra Filosofal
Larson y Pierre (anterior aparición TR1) hacen que Lara les "haga el favor" y consiga la piedra filosofal por ellos. Más tarde intentarán matarla. Pero las cosas se complican cuando Larson es lanzado cientos de metros hacia el aire y Pierre cae desde lo alto de un precipicio. La muerte es dudosa, se cree que aparecerán en otra entrega de Tomb Raider.
- 1. Calles de Roma / Streets of Rome
- 2. Mercado de Trajano / Trajan's Market
- 3. El Coliseo / Colosseum

### Submarino ruso,Rusia: Lanza del Destino
Lara, va a buscar la Lanza del Destino. Para eso se infiltra en una base rusa en donde conoce al comandante Yarofev y al mafioso Mikhailov, quienes andan también tras el tesoro. Lara es encerrada, pero poco después logra escapar de su encierro en el submarino, logra "tomar prestado" un traje de buzo y busca en las profundidades marinas, entre los restos de un naufragio, la lanza del Destino. Pero una perturbación provoca que el naufragio empezara a derrumbarse y le rasgue el traje de buceo a Lara. Esta logra escapar pero el submarino en el que estaba empieza a hundirse.
- 4. La Base / The Base
- 5. El Submarino / The Submarine
- 6. Buceo en el fondo del Mar / Deep-sea Dive
- 7. Hundimiento del Submarino / Sinking Submarine

### Norte deIrlanda: La Isla Negra
En esta se ve a Lara de pequeña, que escapa mientras vivía con Winston en Escocia. El padre Dunstant va a hablar con Winston, y este le dice que hay algo que en una isla, no muy lejos de allí, está asustando a la gente. Lara, sin más, decide escapar para saber qué ocurre.
- 3.1. El árbol del Ahorcado / Gallows Tree
- 3.2. Laberinto / Labyrinth
- 3.3. El Viejo Molino / The Old Mill

### Ciudad deNueva York: "VCI: Industrias Von Croy"
En el episodio final del juego, Lara se infiltra en el edificio donde está su mentor Werner Von Croy y su preciado objeto, el Iris. Lara quiere arrebatárselo, puesto que ella se lo ganó por las buenas allá en Camboya. Aquí se enfrenta a guardias de seguridad, sistemas de seguridad, puzzles complicados y emocionantes, hombres blindados con armas láser y hasta cyborgs de seguridad bien armados. Es la última etapa con más acción dentro del juego, pero el nivel final posee varios errores.
- 4.1. Planta 13 / 13th Floor
- 4.2. Escape con el Iris / Escape with the Iris
- 4.3. ¡Alerta Roja! / Red Alert!

## Características
Este juego posee una gran mejora respecto a su antecesor, puesto que posee:
- Nuevos movimientos entre los que se destacan: andar por la cuerda floja, girar en la barra, saltar mientras se está agachado y otros movimientos novedosos.

- Nuevas armas entre las que se destacan: pistola Desert Eagle (anterior aparición en Tomb Raider III); pistola Heckler & Koch (anterior aparición en Tomb Raider III) con 3 modos de uso: silencioso, rápido y ráfaga; y un aparato que lanza ganchos para después usarlos como cuerdas.

- Nueva vestimenta: un traje de invierno enterizo, un traje de buceo y una novedosa ropa de infiltración negra brillante.

- Nuevos efectos: en los que entran el oleaje, ratas y murciélagos en gran número, rayos, chispas, electricidad y otros efectos.

- Nuevos 36 secretos a descubrir a lo largo del juego en forma de Rosas Doradas.

- En este juego se pueden ver las estadísticas desde el inventario, a diferencia de Tomb Raider: The Last Revelation, en el cual se podía visualizar mediante la opción de pausa.

## Arsenal
- Pistolas Automáticas: Pistolas con las que Lara siempre empieza sus aventuras.
- Escopeta: Arma potente, no muy efectiva con cualquier enemigo cercano, debido a su lenta tasa de recargo.
- Uzis: Arma de disparo rápido. Efectiva con ataques en masa y al tiempo de atacar saltando.
- Águila del desierto: Arma antes vista en el Tomb Raider III: Las Aventuras de Lara Croft. Compatible con la mira láser y cartuchos de revólver.
- Revólver: Arma efectiva principalmente cuando se dispara de cerca. Compatible con la mira láser.
- MP5 Navy: El MP5 o HK o Heckler & Koch MP5 Navy es un arma ya aparecida en el Tomb Raider III. La única diferencia es que viene con los siguientes modos:
- Normal o Sniper: Dispara de bala en bala.
- Rápida: Dispara de 3 en 3 balas, y es más efectiva.
- Ráfaga: Dispara una gran cantidad de balas.
- Mira o Visor Láser: Apto para revólver y Desert Eagle. Para asegurar largas distancias.
- Bengalas: Sirve para iluminar zonas oscuras.
- Casco Visor: Sólo en los niveles de Nueva York: VCI:Von Croy Industries. Sirven para ver rayos láser y comunicarse con Zip.
- Pistola Lanza Garfios: Parecido al Lanza Arpones. Sirve para cruzar de un lugar a otro a través del aire, cuando no es posible llegar saltando.
- Timex-TMX: Sirve para ver las estadísticas del juego.
- Binoculares: Sirven para ver lugares lejanos.

## Personajes

### Personajes principales
- Pierre DuPont: Mercenario retirado que sentía una gran admiración por el trabajo de Lara al ver que, luego de recuperar ciertas reliquias, las donaba al museo del Louvre, y decidió que él podía ganar grandes riquezas buscando tesoros perdidos. Esto provocó que él fuera tras los mismos hallazgos de Lara y se convirtieran en rivales. Usando métodos menos ortodoxos y dejándose comprar fácilmente, pasó de mercenario a asesino a sueldo. Conseguía lo que quería a cualquier precio y esto finalmente lo convirtió en un despiadado psicópata.
- Larson: Nacido en Little Rock, Arkansas, en 1963. Pistolero por encargo en el ejército estadounidense, su dedicación y entusiasmo ganó respeto entre sus amigos soldados. Pero debido a su baja inteligencia, no fue considerado como material oficial. Pasado esto se fue, para pasar a ser un pistolero por encargo en Nicaragua, donde trabajó una vez más para el ejército estadounidense, aunque ahora con menos rol oficial. Era un soldado de la Armada Marina algo torpe. Conoció a Pierre y se hizo socio de él. Pronto aprendió los placeres de matar y así desahogar sus frustraciones en el cuerpo militar.
- Yarofev: Gracias al arrepentimiento del Almirante Ruso del barco, Lara conseguirá escapar y poner a salvo la lanza del Destino, y así poder contar al mundo todo lo ocurrido aquel día en el submarino.
- Mikhailov: Un diabólico personaje que pretende dominar el mundo utilizando la lanza del Destino, un artefacto que perdió un submarino que en el pasado se hundió y explotó.
- Von Croy: Antiguo mentor de Lara Croft, se podría decir que este es el enemigo final del juego, aunque no luchas con él. En el juego anterior (Tomb Raider: The Last Revelation) intentó conseguir un artefacto muy poderoso, el Iris. Por culpa del intento, en esta entrega está en silla de ruedas. Lara consigue el Iris, pero Von Croy se lo arrebata y lo lleva a su edificio, por lo que Lara volverá al edificio y se lo arrebatará por las malas.
- Ayudante de Von Croy: No hay mucho que decir de él, aparece en una escena junto con Von Croy.
- Winston: Nacido en Irlanda. Sirvió en la Guerra Mundial. A su regreso volvió a casa y junto con su padre trabajó como guardabosques. Luego conoció a Lord Croft en una de las expediciones familiares de los Croft, entró a trabajar para él. Como la familia de Lara pasaba mucho tiempo en excursiones, Winston se convirtió en la figura paternal de Lara.
- Charles Kane: Entró a una escuela donde era profesor de historia, fue el profesor de Lara durante dos años. El potencial de Lara le impresionó y como él no tenía hijos, tomó su relación con Lara como si de su propia hija se tratara.
- Bram Patrick Dunstan: Nacido en Irlanda, se crio y entrenó en un monasterio. Se interesó en los fenómenos paranormales luego de un incidente sufrido en Haití. Conoció a Lara un día que fue de visita a la casa de Winston. Por ese entonces, Lara vivía bajo el cuidado de Winston cuando sus padres andaban de viaje.
- Zip: Nacido en Estados Unidos. Un verdadero maestro en la computación, todo un hacker. Era el empleado más joven de las Industrias Von Croy. Él creía que su potencial no era muy tomado en cuenta, pronto comenzó a saquear las redes del FBI por el solo hecho de querer hacerlo. Este pasatiempo provocó su despido de las Industrias Von Croy. Levantó su propia empresa de sistemas de vigilancia. Viendo la oportunidad de saquear el edificio donde trabajaba, se decidió a trabajar con Lara en su búsqueda del Iris.

### Otros personajes
- Cocinero: En la cocina del submarino Lara se las verá con un malvado cocinero, el cual si no matamos sigilosamente por detrás, nos dejará el cuerpo hecho un pinchito. No será fácil matarlo a la primera y si te descubre tendrás que volver a subirte de nuevo al ducto de ventilación y volver a bajar, donde lo verás mirando hacia la mesada de nuevo.
- Soldado de élite: Un personaje de las fuerzas de elite en Alerta Roja, en una carrera por la supervivencia al final del juego, cuando por fin hayas concluido el nivel y estés a punto de marcharte a casa.
- Soldado de élite oscuro: Aparece en el nivel Alerta roja, actúan como los soldados de élite normales y llevan la misma arma, sólo que éstos van de negro con casco y son más duros.
- Cabeza Flotante: Aparece en el Mercado de Trajano, lanza rayos por sus ojos por lo cual Lara deberá destruirla con su revólver.
- Trajano: En el Mercado de Trajano, Lara deberá luchar con seres mitológicos, como con una poderosa estatua de hierro. La cual golpeará el suelo con su Espada Sónica y nos hará perder el equilibrio y un poco de vida.
- Gladiador: Los encontrarás en el coliseo, llevan armadura, un escudo, una espada y suelen ir acompañados de un león que de dos escopetazos están muertos.
- Estatuas de serpiente: Estas estatuas aparecen después de nuestro 2º enfrentamiento con Larson, estas mismas lo matan. Pueden lanzar fuego y son peligrosas (Puesto que son 3) pero Lara las derrotará con facilidad, aunque puede tornarse la pelea más larga del juego.
- Operador: Está en la base, lleva el control de la grúa con lo que pretenderá matarte, debes ser rápido si no quieres morir.
- Matón (De negro): Uno de los guardias del submarino al que tendrás que matar si quieres sobrevivir, y quitarle su tarjeta. Apenas te vean empezarán a disparar.
- Matón (De blanco): Otro oponente duro de matar, con sus dos pistolas no te lo pierdas de vista, pues de unos cuantos disparos matará a Lara, así que ármate con tu mejor arma y acaba con él.
- Matón (De verde): Este personaje no aparece en todo el juego, solo en una escena en la que Lara se enfrenta a él antes de entrar al submarino.
- La muerte: Este fantasmagórico personaje custodia una cripta sagrada (el laberinto), si le robas sus cenizas se pondrá hecho un cisco, pero será necesario para resolver un puzle. Luego más tarde también tendrás que robarle un libro llamado Bestiario que necesitarás para detener a un demonio.
- Esqueletos: Aparecen al principio del Laberinto, flotan y llevan espadas. Necesitarás robarle las cenizas a la Muerte para acabar con estos esqueletos.
- Seguridad: Este personaje te estará esperando en la planta 13, es buen disparador y rápido.
- Seguridad blindada: Estas seguridades fuertemente equipadas y con un traje blindado te darán muchos dolores de cabeza en la Planta 13, además de ser difíciles de matar llevan un arma de rayos láser que con sólo un impacto te mataran.
- Cyborg: Diabólico ser mecánico al cual no podrás matar ni aunque le descargues todo un arsenal encima, pero por suerte si podrás dañarlo, lo suficiente como para que Lara no sea alcanzada por él, aunque, por desgracia, deberás hacer uso de ellos para resolver los enigmas y salir del nivel.
- Científico: Estos personajes de naranja que encontrarás en la Planta 13 son inofensivos si no les molestas, así que no los mates o activarás las escondidas metralletas de seguridad, y escapar de ellas es difícil.
- Guardia: Otro de los personajes que saldrán en la base, y no te pondrán nada fácil a la hora de cumplir tu objetivo, así que ármate bien y aniquílalo en un par de disparos.
- Monstruitos: Los encontrarás en la isla negra, para que dejen tranquila a Lara esta deberá coger una antorcha y tirársela, estos bichos odian el fuego y huyen.
- Ahorcado: Personaje peculiar que está quemado y ahorcado en un árbol. Este te pide que le traigas su corazón, después de hablar con Lara desaparecerá misteriosamente.
- Hombre Lobo: Aparece en el laberinto, no es muy poderoso, pero sí muy rápido, así que no te entretengas
- Bruja marina: En el Viejo Molino encontrarás esta diabólica sirena que guarda con recelo su tesoro brillante en el agua, para poder deshacerte de ella, tendrás que usar de cebo una de sus preciadas monedas.
- Vladimir Kaleta: Un diabólico demonio con armadura, el cual Lara mata con su libro bestiario y lo desterrará al mundo de las sombras. Aquí Lara solo tenía 16 años e iba desarmada.
- León: Los encontrarás en el Coliseo de Roma, ten cuidado con ellos pues son muy rápidos y poderosos. Unos cuantos ataques y estarás muerto.
- Doberman: Lo encontrarás principalmente en las calles de Roma, será tu primer enemigo en el juego.
- Husky Siberiano: Los encontrarás en la Base, son como los Dóberman, pero estos son más rápidos.
- Disparador del helicóptero: Te disparará desde un helicóptero, con su potente metralleta hará añicos medio edificio desde fuera, ten cuidado porque en el nivel Alerta Roja no te lo pondrá nada fácil.
- Francotirador: Este francotirador nos disparará desde lo alto del atrio que hay en el nivel Escapar Con El Iris, no lo podrás matar ya que en este nivel vas sin las armas. Sé rápido y evita su objetivo para así salvar el pellejo antes que te mate.
- Murciélagos: Atacan en grupo. Aparecen en el nivel Streets of Rome (Calles de Roma). Son uno de los primeros enemigos del juego, y se derrotan, simplemente, esperando a que se vayan.